# Doane Rock

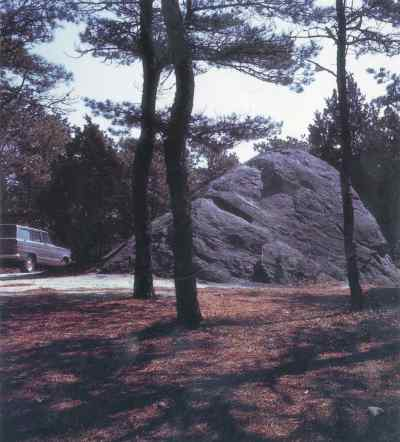
Doane Rock

Doane Rock (engl. Doane Felsen) ist ein Findling in Eastham, Massachusetts in den USA, welcher auf dem Gebiet des Cape Cod National Seashore liegt. 
Mit einer Höhe von 5,5 Meter und einer Tiefe von geschätzten 3,7 Metern unter der Erde ist er der größte freiliegende Stein in Cape Cod. Er wurde nach dem Diakon John Doane benannt, welcher einer der ersten Siedler von Eastham war. Der Findling wurde auch schon nach Doanes Sohn Enochs- oder Enos Rock, oder auch einfach Great Rock (engl. großer Felsen) genannt. Er wurde von einem Gletscher vor etwa 18.000 bis 12.000 Jahren zurückgelassen. 
Der Doane Rock lässt sich erreichen, indem man etwa eine Meile auf der Doane Road vom Salt Pond Besucherzentrum in Richtung Coast Guard Beach fährt. Eine begrenzte Parkmöglichkeit neben dem Stein ist vorhanden.  
Koordinaten: 41° 50′ 39″ N, 69° 57′ 28″ W